# HiROS
HiROS (High Resolution Optical System c'est-à-dire Système optique à haute résolution) est un projet de système d'observation dans les domaines visible et proche infrarouge composé de trois satellites. 

## Caractéristiques
La masse totale de chaque satellite est de 820 kg (masse sèche : 750 kg). Leur détecteur, d'une masse de 190 kg, offre une résolution panchromatique de 0,5 mètre et multispectrale (4 voies: rouge, vert, bleu et proche infrarouge) de 2 m, pour un champ d'une largeur de 12 km. Agiles, ces satellites peuvent en un seul passage couvrir une surface de 36 km x 60 km (soit 5 bandes de 12 km).
Différentes options sont également envisagées comme par exemple celle permettant d'acquérir des images dans l'infrarouge moyen et thermique ou celle concernant l'acquisition de données des systèmes d'identification automatique (AIS - Automatic Identification System) utilisés en navigation maritime ou encore celles de liens par bande Ka avec des satellites géostationnaires pour fournir des images de 12 km x 12 km juste deux minutes après la prise de vue. 
D'autres objectifs sont assignés à ce programme, comme la reconstruction des zones photographiées en trois dimensions et la reconnaissance automatique. Les premiers éléments du projet indiquent que les satellites sont déphasés de 120° sur une orbite héliosynchrone, se situant entre 490  et   685 km d'altitude. Sa durée de vie annoncée est de 5 à 10 ans. Les lanceurs considérés sont notamment Vega, Rokot ou Soyouz.

## Historique
L'origine du projet remonte à 2009. Il est porté en Allemagne par la Deutsches Zentrum für Luft- und Raumfahrt (DLR), en coopération avec les États-Unis. L'entreprise allemande OHB Technology, filiale de OHB-System, a été désigné comme le principal contractant avec un budget annoncé de 202 millions d'euros. Toutefois, le financement est incertain en 2009. L'objectif est de placer en orbite les trois satellites en 2013.
La finalité de HiROS est civile et militaire, elle doit offrir la transmission de données pour les services publics, comme la gestion de crise lors de catastrophes naturelles et selon des documents classifiés révélés par WikiLeaks dans le cadre des révélations de télégrammes de la diplomatie américaine par WikiLeaks, il doit être utilisé à des fins de renseignement par le Service fédéral de renseignement et le National Geospatial-Intelligence Agency. En outre, ce projet conduit au développement de capacités industrielles spatiales allemandes dans le domaine optique, modifiant l'équilibre entre la France et l'Allemagne qui se sont implicitement répartis les capacités spatiales optique et radar depuis l'accord de Schwerin de 2002. Programme concurrent potentiel du projet européen MUSIS destiné à remplacer notamment les satellites français Helios, il est abandonné en 2012 faute de financement.
En 2017, ce projet semble renaître de ses cendres. En effet, le Bundestag décide le 21 juin de financer au profit du Service fédéral de renseignement (BND) l'acquisition pour 400 millions d'euros de deux satellites de renseignement, connus sous le nom de Georg.